# Aka Akasaka
赤坂 アカ
Œuvres principales
- Kaguya-sama: Love is War (2015 - 2022)
- Oshi no Ko (2020 - 2024)

Aka Akasaka (赤坂 アカ, Akasaka Aka ) est un mangaka et écrivain japonais. Sa série Kaguya-sama: Love is War est prépubliée dans le Miracle Jump de Shūeisha entre mai 2015 et janvier 2016, avant d'être transférée au Weekly Young Jump à partir de mars 2016. Il s'agit du 9e manga le plus vendu au Japon en 2019, avec plus de 4 millions d'exemplaires vendus. En 2020, Akasaka remporté le 65e Prix Shōgakukan dans la catégorie générale avec ce manga.
À partir d'avril 2020, son manga Oshi no Ko, illustré par Mengo Yokoyari, est sérialisé sur le Weekly Young Jump, c'est sa deuxième série active sur le magazine simultanément En août 2021, Oshi no Ko remporte les Next Manga Awards dans la catégorie manga papier.
Après la fin de Kaguya-sama, Akasaka annonce le 3 novembre 2022 se retirer du dessin de manga pour se concentrer sur l'écriture.
Il contribue aussi aux images background du jeu vidéo visual novel Wonderful Everyday, sorti au Japon en 2010.

## Œuvres

### Mangas
- Sayonara Piano Sonata (さよならピアノソナタ?) (2011–2012, histoire par Hikaru Sugii, character design par Ryō Ueda)
- Ib: Instant Bullet (ib －インスタントバレット－?) (2013–2015)[4]
- Kaguya-sama: Love Is War (2015–2022)
- Oshi no Ko (2020–2024, illustré par Mengo Yokoyari)
- Love Agency (恋愛代行, Ren'ai Daikō?) (2023–2024, illustré par Nishizawa 5mm)[5]
- Märchen Crown (メルヘンクラウン?) (2025–En cours, illustré par Aji Chika)

### Jeux vidéo
- Wonderful Everyday (images background)

## Récompenses et nominations
| Année | Récompense                 | Catégorie          | Œuvre                    | Résultat    | réf    |
| ----- | -------------------------- | ------------------ | ------------------------ | ----------- | ------ |
| 2015  | Next Manga Awards          | Manga web          | Ib: Instant Bullet       | 13ème place | [ 6 ]  |
| 2017  | Next Manga Awards          | Manga papier       | Kaguya-sama: Love is War | Gagné       | [ 7 ]  |
| 2020  | Prix Shōgakukan            | General Manga      | Kaguya-sama: Love Is War | Gagné       | [ 8 ]  |
| 2020  | BookWalker Awards          | Grand prix         | Kaguya-sama: Love Is War | Gagné       | [ 9 ]  |
| 2021  | Grand prix du manga        | —                  | Oshi no Ko               | 5ème place  | [ 10 ] |
| 2021  | Next Manga Awards          | Manga papier       | Oshi no Ko               | Vainqueur   | [ 11 ] |
| 2022  | Prix Shōgakukan            | Catégorie générale | Oshi no Ko               | Nommé       | [ 12 ] |
| 2022  | Prix culturel Osamu-Tezuka | Grand prix         | Oshi no Ko               | Nommé       | [ 13 ] |
| 2022  | Grand prix du manga        | —                  | Oshi no Ko               | 8ème place  | [ 14 ] |
| 2022  | Prix du manga Kōdansha     | General Manga      | Oshi no Ko               | Nommé       | [ 15 ] |